# Улица Бёюк Гала
Улица Бёюк Гала (азерб. Böyük Qala küçəsi — Большая Крепостная) — улица в Баку, в историческом районе Ичери-шехер (Старый город), от улицы Асафа Зейналлы до улицы Кичик Гала (Шемахинские ворота).
Один из главных туристических маршрутов Старого города.

## История
Одна из старейших улиц города, частично идёт по древнему караванному пути. Сложным маршрутом проходит через Старый город, деля его на феодально-аристократическую верхнюю и торгово-ремесленную нижнюю части. Посетивший в 1840-х годах Баку И. Березин так описывал улицу: «Как беспристрастный описыватель, я могу рекомендовать в Баку только одну улицу, которая неизвестными в геометрии линиями идёт от Шемахинских ворот и пересекает почти весь город в направлении к морю»
В марте 1850 года в начале улицы у Шемахинских ворот началось строительство церкви Святого Николая. Для строительства был выбран проект архитектора Белова, выполнившего его в греко-византийском стиле. Высота оконченной в 1858 году постройки составила 45 м. Церковь была освящена в честь святого Николая Мирликийского. В 1930 году церковь была частично разрушена и приспособлена под гражданские нужды.
В 1970-е годы была частично снесена старая застройка улицы (в частности, дом Анифы Тагиева) и возведено здание Национальной энциклопедии.

## Застройка
д. 9 — Посольство Швейцарии

д. 28 — Азербайджанский комитет мира

д. 39 — Офис Совета Европы в Азербайджанской Республике

д. 41 — Научный центр «Азербайджанская национальная энциклопедия»

д. 42 — Музей археологии и этнографии (Дом с цепями)

д. 44 — Дворцовый комплекс бакинских ханов
Ряд домов на улице объявлен памятниками архитектуры местного значения

## Достопримечательности
Памятник Гасан беку Зардаби (Меликову) перед зданием Главной редакции Азербайджанской национальной энциклопедии.

## Улица в кинематографе
У выхода улицы на улицу Асафа Зейналлы снят ряд эпизодов фильма «Бриллиантовая рука» — Семён Семёнович делает фотографии не сняв крышку с объектива фотоаппарата, над его плечом хорошо виден минарет Джума-мечети, вдвоём с Козодоевым они уворачиваются от проезжающего верблюда.
В фильме «Тегеран-43» на улице находилось ателье Мустафы, здесь снимались эпизоды перестрелки героев фильма.
В фильме «Человек-амфибия» в бассейне (специально сооружённом к съёмкам) на улице плескался ихтиандр.

## Улица в медиа
На улице снят ряд эпизодов клипа «До рассвета» Сати Казановой и Арсениума.